# ヤン・マサリク
ヤン・ガリッグ・マサリク（チェコ語: Jan Garrigue Masaryk, 1886年9月14日 - 1948年3月10日）は、チェコスロバキアの外交官で政治家。

## 生涯

### 生い立ち
ヤン・マサリクは、チェコスロバキアの初代大統領の父トマーシュ・マサリクと、アメリカ生まれの母シャーロットの間に、プラハで生まれた。マサリクはプラハとアメリカで教育を受けた。

### 外交官
第一次大戦中、マサリクはオーストリア＝ハンガリー帝国の軍隊に服務した。1918年よりチェコスロバキアは独立運動を開始し1920年に独立した。マサリクは1919年にチェコスロバキアの外交官となり、1922年まで、駐米国の代理大使となった。1925年にマサリクは駐イギリス大使となった。
1938年9月29日のイギリスとフランス、ドイツ、イタリアの各国首脳により、ズデーテン地方帰属問題を解決するために行われたミュンヘン協定の結果、ドイツ系住民が多数を占めていたズデーテンラントのドイツ帰属を主張したドイツのアドルフ・ヒトラー総統に対して、イギリスおよびフランス政府は、これ以上の領土要求を行わないとの約束をドイツと交わす代償としてヒトラーの要求を全面的に認めることになった。この結果、ズデーテンラントはドイツ国防軍によって占領される事が決定した。
マサリクはミュンヘンで協定書を受け取った2人のチェコスロバキア代表であったが、あまりの内容に涙を流したという。その後、イギリスに対する抗議のために大使を辞任したが、大使辞任後もロンドンに留まった。
1939年3月にドイツはチェコの残りの地域に軍を送り、ボヘミアとモラヴィアを占領し、独立した独立スロバキアはドイツの保護国化した。これによりチェコスロバキアは事実上消滅することとなった。

### 外務大臣
同年9月の第二次世界大戦開戦後の1940年に、チェコスロバキアの亡命政権がロンドンで設立された。マサリクは亡命政権の外務大臣に就任した。第二次世界大戦中、マサリクはBBCを通じてドイツ軍による占領下にあるチェコスロバキアに定期的に放送を行った。1942年にマサリクはベイツ大学から法学博士号を受け取った。
1945年5月にドイツは連合国軍に敗北し、ソ連軍によりチェコスロバキアは解放されマサリクは帰国した。その後元チェコスロバキア大統領で、ロンドンのチェコスロバキア亡命政府の代表であったエドヴァルド・ベネシュが大統領に復帰しマサリクは外務大臣となった。
しかし大戦後のチェコスロバキアはソ連の影響が強まり、1946年に実施された選挙でチェコスロバキア共産党が38％の得票を得て第一党になった。これを受けて共産党指導者クレメント・ゴットワルドを首班とする連合政党である国民戦線政府が成立し、内務省など治安機関や教育・宣伝といった重要ポストを獲得したが、マサリクはその一員として外務大臣に留任した。

### 冷戦

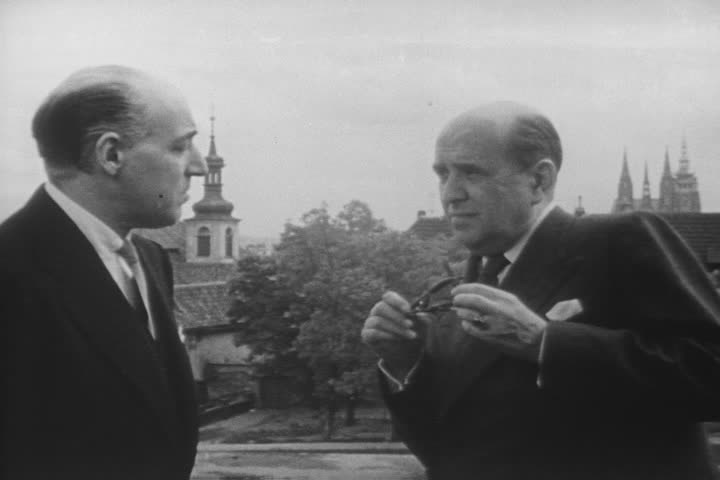
アメリカ大使のローレンス・スタインハートと会談するヤン・マサリク（左）

アメリカとソ連の対立、いわゆる冷戦が深まり、隣国のポーランドやハンガリーで共産党の一党体制が成立していく国際環境の変化は、チェコスロヴァキアの国内政治にも影響を及ぼし、国民戦線を通じて連合政権を組んでいた非共産系の政党と共産党政権の亀裂が深まっていった。また1947年のマーシャルプラン参加をめぐっていったん参加を受諾したものの、ソ連の意向で撤回せざるを得なかったことや、コミンフォルムの創設会議においてユーゴスラビアなどから批判を浴びたことも国内の政治対立に拍車をかけた。
1948年2月22日に、ノセク内相が閣内での合意を無視して非共産党員の警察官の職場復帰を拒否したことを受けて、12名の非共産系閣僚が抗議の表明として辞表を提出した。その後全国でソ連の後援を受けた共産党主導の示威行動が発生し、またソ連大使ヴァレリアン・ゾーリンがプラハ入りし、ソ連の介入可能性が高まっていく状況、そしてクレメント・ゴットヴァルトによる全国ゼネストの呼びかけといった政治的圧力を受けて、2月25日にベネシュは最終的に辞表を受理し、共産党と親モスクワ派の社会民主党によりゴットワルドが首班となる新政権を指名した。マサリクはこの政権でも外務大臣に留任した。

### 殺害

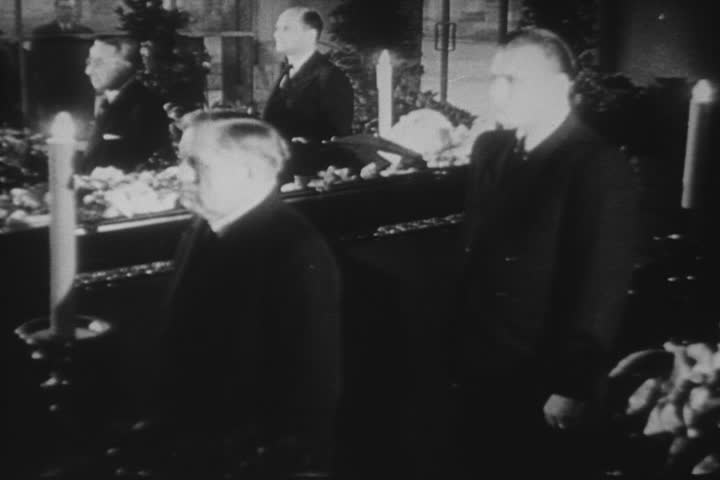
ヤン・マサリクの葬儀

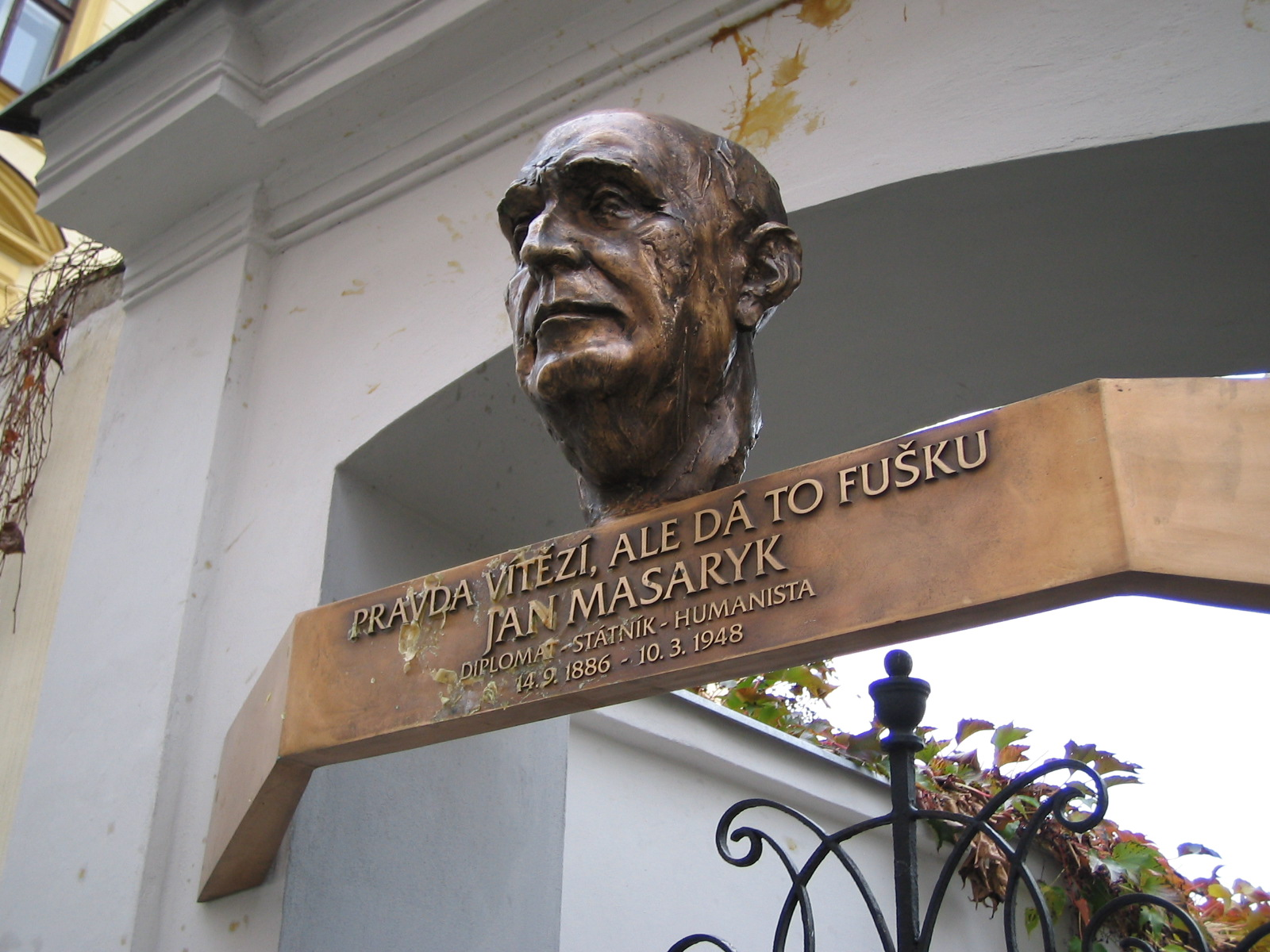
ヤン・マサリクの頭像

マサリクはソ連に呼び出されモスクワを訪問し、ヴャチェスラフ・モロトフ外相と会談し帰国したが、帰国後間もない1948年3月10日に外務省の中庭、浴室の窓の下でパジャマ姿で遺体となって発見された。死因は転落死であった。
初期の「調査」では、マサリクは窓から飛び降りて自殺したと発表した。冷戦が終結し秘密文書が次々と公表されるようになった1990年代以降の有力な説では、この自殺説は否定されマサリクは、政府の大半を占める共産主義者により、窓から投げ落とされ殺害されたと考えられている。マサリクの死には不自然な点が多く議論は長年続いている（下記の訳書もその一つ）。
マサリクは殺害されたと捉える人たちは、第三次プラハ窓外投擲事件と呼んでいる。

## 文献
- クレア・スターリング『チェコ戦後史の謎　マサリク外相の死』茂木政・河合伸訳、鹿島研究所出版会、1971年